# Муров, Иван Ильич
Иван Ильич Муров (25 мая 1902 года, г. Верный, Семиреченская область — 28 мая 1971 года) — советский военный деятель, полковник (27 октября 1941 года).

## Начальная биография
Иван Ильич Муров родился 25 мая 1902 года в Верном, ныне Алма-Ате в семье казаков, Туркестанского генерал-губернаторства, Российская империя(ныне город Алматы,Казахстан)

## Военная служба

### Гражданская война
8 апреля 1918 года добровольно вступил в состав 2-го партизанского эскадрона, после чего принимал участие в подавлении восстания казаков на территории Семиреченской области. В июле И. И. Муров заболел сыпным тифом, после чего лечился в госпитале и после выздоровления с декабря 1918 года занимался созданием комсомольских ячеек в Верном.
В феврале 1920 года призван в ряды РККА и направлен на учёбу на повторные кавалерийские курсы в Ташкенте при Объединённой Среднеазиатской школе имени В. И. Ленина.

### Межвоенное время
В апреле 1921 года курсы передислоцированы в Алма-Ату и переименованы в 15-е Алма-Атинские кавалерийские курсы, а в августе — в Самарканд. 15 января 1922 года окончил курсы, после чего назначен на должность командира взвода в составе ремонтно-кавалерийского депо 1-го отдельного Туркестанского кавалерийского полка (Туркестанский фронт), дислоцированного на станции Рысь. В июне того же года И. И. Муров в составе маршевого эскадрона направлен в Ура-Тюбе на формирование 3-го Туркестанского кавалерийского полка, который вскоре влился в состав 1-й отдельной Туркестанской кавалерийской бригады. С ноября 1924 года служил в 79-м кавалерийском полку в составе той же кавалерийской бригады на должностях помощника командира эскадрона, командира и политрука эскадрона и принимал участие в боевых действиях против басмачества на территории Восточной и Западной Бухары, Самаркандской области, Северной Киргизии и Каракум.
В октябре 1926 года направлен на учёбу на кавалерийские курсы усовершенствования командного состава РККА в Новочеркасске, после окончания которых в августе 1927 года назначен на должность командира пулемётного эскадрона в составе 1-го Узбекского кавалерийского полка (Среднеазиатский военный округ), в апреле 1929 года — на должность начальника и политрука школы Отдельного Киргизского кавалерийского дивизиона. В ноябре 1930 года И. И. Муров переведён в Объединённую Среднеазиатскую военную школу имени В. И. Ленина, где назначен на должность преподавателя, однако в декабре 1931 года вернулся в Отдельный Киргизский кавалерийский дивизион на прежнюю должность, вскоре преобразованный в Киргизский кавалерийский полк. В ноябре 1933 года вновь направлен на учёбу на отделение командиров кавалерийских полков кавалерийских курсов усовершенствования командного состава РККА в Новочеркасске, после окончания которого назначен на должность начальника школы младшего начсостава Отдельного Киргизского кавалерийского полка.
С апреля 1936 года служил в 8-й кавалерийской дивизии (ОКДВА) помощником командира по материально-техническому обеспечению 27-го кавалерийского полка, дислоцированного в Ворошилове, с июня 1938 года — командиром 85-го, затем 86-го кавалерийских полков.
С января 1939 года исполнял должность начальника 2-го Отделения ремонтирования конского состава РККА, одновременно с этим учился в Военной академии имени М. В. Фрунзе, однако после окончания 1 курса прервал учёбу из-за участия в походе Красной Армии в Западную Украину и Белоруссию.
В феврале 1940 года майор И. И. Муров назначен на должность командира 146-го кавалерийского полка в составе 16-й кавалерийской дивизии (Киевский Особый военный округ), а в июле — на должность командира 3-го мотоциклетного полка, формировавшегося в составе 4-го механизированного корпуса.

### Великая Отечественная война
С началом войны подполковник И. И. Муров находился на прежней должности. 3-й мотоциклетный полк под его командованием принимал участие в приграничном сражении в районе Перемышля, Сражении в районе Дубно — Луцк — Броды и в Киевской оборонительной операции.
2 августа 1941 года назначен на должность начальника отделения боевой подготовки штаба 37-й армии (Юго-Западный фронт), ведшей боевые действия западнее Киева на рубеже Святильное — Жеребятино.
В сентябре назначен на должность командира 57-й кавалерийской дивизии, формировавшейся в Фергане (Среднеазиатский военный округ). В ноябре дивизия была передислоцирована на Западный фронт, где 18 ноября включена в состав 10-й армии Западного фронта, после чего принимала участие в ходе контрнаступлении под Москвой, Тульской и Калужской наступательных операций. 22 декабря 57-я кавалерийская дивизия включена в состав 1-го гвардейского кавалерийского корпуса оперативной группы генерала П. А. Белова, после чего вела наступательные боевые действия по направлению на Плавен, Одоево и после прорыва через Варшавское шоссе и вела бои совместно с партизанами в тылу гжатско-вяземской группировки войск противника.
В феврале 1942 года полковник И. И. Муров вновь направлен в Среднеазиатский военный округ, где 7 марта назначен на должность командира 4-го кавалерийского корпуса, однако в октябре переведён на должность начальника Ярославского стрелково-миномётного училища (Московский военный округ), а в декабре 1943 года — на должность начальника Белоцерковского пехотного училища, однако в должность не вступал из-за лечения в госпитале по болезни до мая 1944 года и последующего отпуска.
С сентября 1944 года находился в распоряжении Главного управления кадров НКО и в октябре того же года назначен начальником Могилёвского пехотного училища.

### Послевоенная карьера

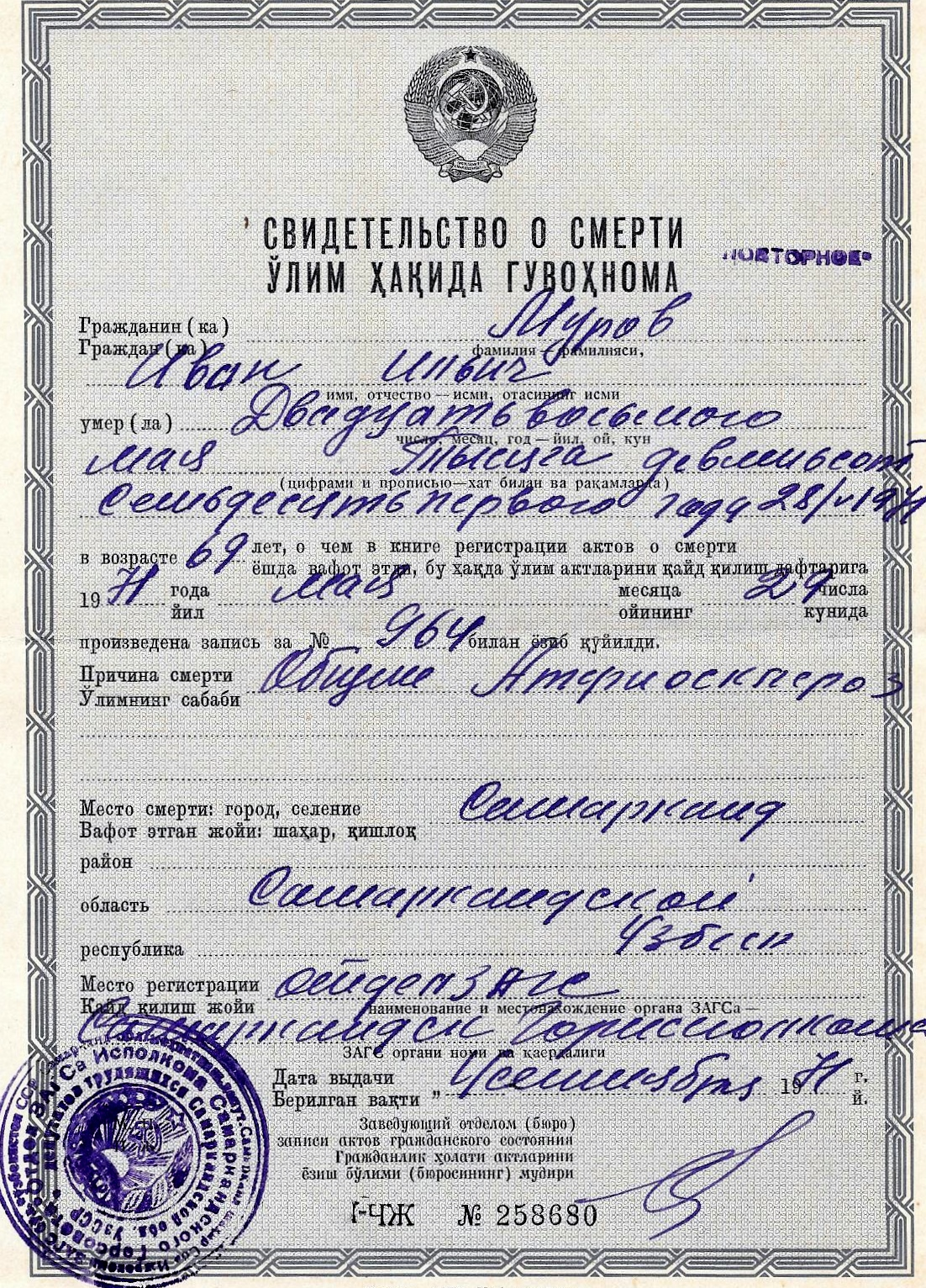
Свидетельство о смерти полковника И. И. Мурова.

После окончания войны находился на прежней должности.
С сентября 1945 года находился в распоряжении Главного управления кадров НКО и в феврале 1946 года назначен на должность Военного комиссара Самаркандского областного военкомата.
Полковник Иван Ильич Муров 10 сентября 1947 года вышел в запас. Умер 28 мая 1971 года.

## Награды
- Орден Ленина (21.02.1945);
- Два ордена Красного Знамени (1925[3], 03.11.1944);
- Орден Красной Звезды (1933[3]);
- Медали.

Иностранные награды:
- Орден Красного Полумесяца 3 степени (Бухарская НСР)[2].